# Sticky Fingers (album)

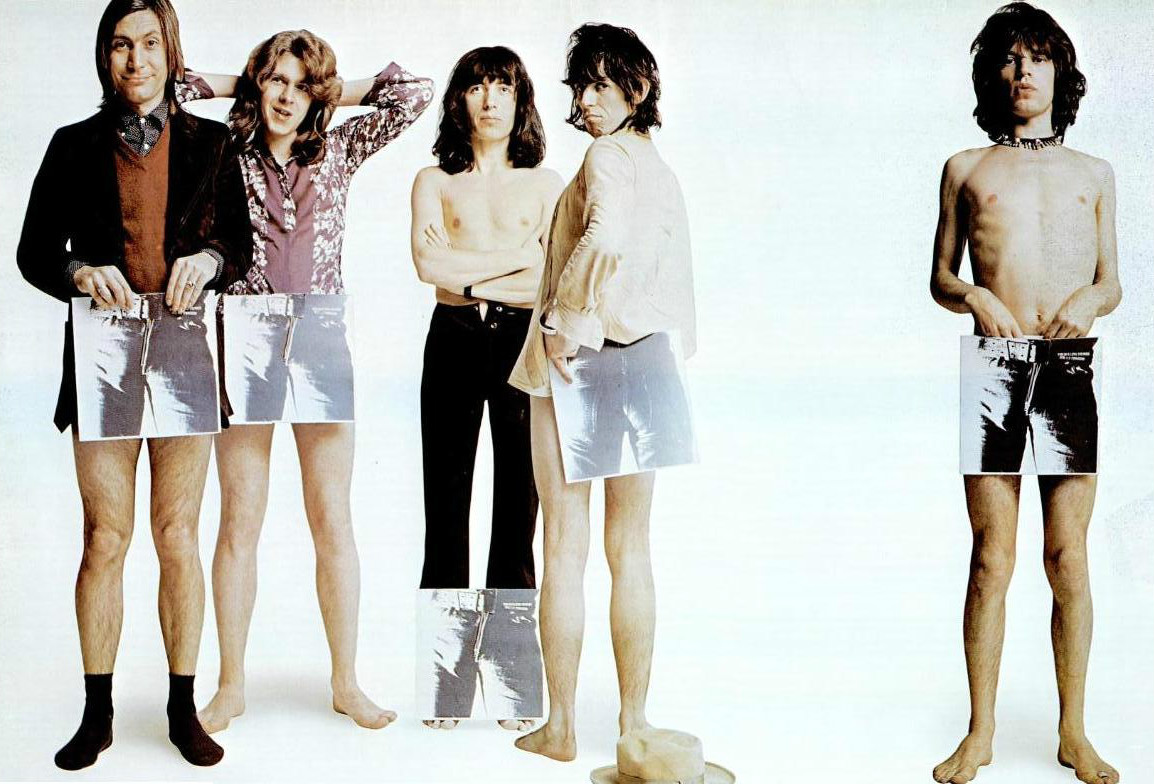
Promotiefoto voor Sticky Fingers, v.l.n.r. Charlie Watts, Mick Taylor, Bill Wyman, Keith Richards, Mick Jagger

Sticky Fingers is een album van The Rolling Stones uit 1971. Het bevat de bekende hits Brown Sugar, Wild Horses en Dead Flowers. Het was het eerste album dat uitgegeven werd op het label Rolling Stones Records.
De cover van het album, een strakke spijkerbroek, waarschijnlijk gedragen door acteur Joe Dallesandro, werd bedacht en ontworpen door Andy Warhol en John Pasche (die ook het Rolling Stones-logo had ontworpen) en gefotografeerd door Billy Name.

## Nummers
Alle nummers zijn geschreven door Mick Jagger en Keith Richards tenzij anders is aangegeven.
1. Brown Sugar
2. Sway
3. Wild Horses
4. Can't You Hear Me Knocking
5. You Gotta Move (Fred McDowell/Rev. Gary Davis)
6. Bitch
7. I Got The Blues
8. Sister Morphine (Marianne Faithfull; bewerking van Jagger en Richards)
9. Dead Flowers
10. Moonlight Mile

## Bezetting
The Rolling Stones:
- Mick Jagger – leadzang, akoestische gitaar, achtergrondzang, gitaar, percussie
- Keith Richards – achtergrondzang, elektrische gitaar, akoestische gitaar, zang
- Mick Taylor – elektrische gitaar, akoestische gitaar, slide-gitaar
- Charlie Watts – drums
- Bill Wyman – basgitaar, elektrische piano

Overig:
- Ian Stewart – piano
- Nicky Hopkins – piano
- Bobby Keys – saxofoon
- Jim Price – trompet, piano
- Billy Preston – orgel
- Jim Dickinson – piano
- Rocky Dijon – conga's
- Jack Nitzsche – piano
- Ry Cooder – slide-guitar
- Jimmy Miller – percussie
- Paul Buckmaster – arrangement strijkers

## Hitlijsten
Album
| Jaar | Hitlijst             | Notering |
| ---- | -------------------- | -------- |
| 1971 | UK Top 50 Albums     | 1        |
| 1971 | Billboard Pop Albums | 1        |

Singles
| Jaar | Single                            | Hitlijst              | Notering |
| ---- | --------------------------------- | --------------------- | -------- |
| 1971 | Brown Sugar / Bitch & Let It Rock | UK Top 50 Singles     | 2        |
| 1971 | Brown Sugar                       | The Billboard Hot 100 | 1        |
| 1971 | Wild Horses                       | The Billboard Hot 100 | 28       |